# Anna Maria Horsford
Anna Maria Horsford (Nova Iorque, 6 de março de 1948) é uma atriz americana, conhecida por suas performances cômicas na televisão e no cinema. Ela é mais lembrada por ter interpretado a policial "Dee Baxter" no seriado The Wayans Bros.
Ela teve papéis dramáticos nas série The Shield e na novela The Bold and the Beautiful. Também já fez participações em vários seriados como The Fresh Prince of Bel-Air, The Bernie Mac Show, Entourage, Grey's Anatomy e Everybody Hates Chris.
Nos cinemas é mais lembrada pela comédia Friday e sua continuação Friday After Next. Ela também já participou das comédias Nutty Professor II: The Klumps, Our Family Wedding e de vários outros títulos como Presumed Innocent, Set It Off e Along Came a Spider. 